# Zora Ulla Keslerová
Zora Ulla Keslerová (* 11. srpna 1950 Praha, Československo) je bývalá česká herečka a modelka. Od sedmdesátých let 20. století se prosadila jako herečka v Itálii, kde je známější pod pseudonymem Zora Kerova. Hrála převážně v hororových filmech. Působila také v Československu a České republice. 
V letech 1981–1997 byl jejím manželem Petr Hapka, společně mají dceru Petru.

## Film
- 1981 Řetěz – role: zdravotní sestra Marta Kavanová